# ТЭФИ (премия, 2011)
«ТЭ́ФИ» — российская национальная телевизионная премия за высшие достижения в области телевизионных искусств. Учреждена фондом «Академия российского телевидения» 21 октября 1994 года. Премия должна была стать российским аналогом американской телевизионной премии «Эмми».
Для участия в конкурсе «ТЭФИ—2011» принимались работы, произведённые и впервые вышедшие в эфир на территории России в период с 1 июня 2010 года по 31 августа 2011 года.

## Церемония
Семнадцатая церемония награждения проводилась в два этапа. Награждение победителей в номинациях категории «Профессии» состоялось 25 мая 2012 года в Московском театре «Новая опера» имени Е. В. Колобова, а в номинациях категории «Лица» — 29 мая 2012 года в Театре мюзикла. Данная церемония стала последней в истории премии перед перерывом в проведении конкурсов в связи с необходимостью выработки новых регламента и правил проведения (возобновлён 24 марта 2014 года). В качестве ведущих церемоний были приглашены Ирина Роднина и Михаил Барщевский. Телевизионная версия церемонии награждения в номинациях категории «Лица» была подготовлена и показана в эфире ОАО «Первый канал».

## Победители и финалисты

### Категория «Профессии»
Победители указаны первыми и выделены отдельным цветом 
| Номинации                                                    | Победители и финалисты | Представляющая организация                             |
| ------------------------------------------------------------ | --- | ------------------------------------------------------ |
| Информационно-развлекательная программа                      | «Прожекторперисхилтон» | ООО «Красная студия»                                   |
| Информационно-развлекательная программа                      | «„Хочу знать“ с Михаилом Ширвиндтом» | ООО «Живые новости»                                    |
| Информационно-развлекательная программа                      | «Идеальное интервью. Кто здесь звезда?» | ООО «Алар»                                             |
| Специальный репортаж                                         | «Ноты протеста» | ЗАО «Телекомпания РЕН ТВ»                              |
| Специальный репортаж                                         | «Апокалипсис 2011» | ОАО «Первый канал»                                     |
| Специальный репортаж                                         | «Список Эрика: Самая русская песня в мире» | Russia Today, АНО «ТВ-Новости»                         |
| Музыкальная программа. Классика                              | «Сати. Нескучная классика» | ООО «МБ групп продакшн»                                |
| Музыкальная программа. Классика                              | «Классика жанра» | ОАО «ТВ Центр»                                         |
| Музыкальная программа. Классика                              | «Абсолютный слух» | ООО «Артс Медиацентр»                                  |
| Музыкальная программа. Популярная музыка                     | «ДОстояние РЕспублики» | ООО «Красная студия»                                   |
| Музыкальная программа. Популярная музыка                     | Ежегодная национальная телевизионная премия в области популярной музыки «Муз-ТВ 2011» | ЗАО «ТВ сервис»                                        |
| Музыкальная программа. Популярная музыка                     | «Добрый вечер, Москва!» | ОАО «ТВ Центр»                                         |
| Программа о науке (цикл)                                     | «Эволюция» | ООО «Телепроект ЦИВИЛИЗАЦИЯ»                           |
| Программа о науке (цикл)                                     | «Галилео» | ООО «ГалилеоМедиа»                                     |
| Программа о науке (цикл)                                     | «Диалоги о животных» | ООО «Студия 2В»                                        |
| Программа об искусстве (цикл)                                | «Станислав Лем» из цикла «Гении и злодеи» | ООО «Цивилизация Нео»                                  |
| Программа об искусстве (цикл)                                | «Украденный театр» из цикла «И другие…» | ООО «АБ-ТВ продакшн»                                   |
| Программа об искусстве (цикл)                                | «Продолжение» из цикла «Человеку о человеке» | ТРК «Терра», г. Самара                                 |
| Телевизионный документальный фильм                           | «Река жизни» | Студия «Остров»                                        |
| Телевизионный документальный фильм                           | «Рерберг и Тарковский. Обратная сторона „Сталкера“» | ООО «МД Проджект Лтд»                                  |
| Телевизионный документальный фильм                           | «Егор Гайдар. Окаянные дни» | ООО «Продюсерский центр „Студия 4“»                    |
| Телевизионный документальный сериал                          | «Коммунальная столица» | ЗАО «Европа ТВ», г. Санкт-Петербург                    |
| Телевизионный документальный сериал                          | «Битва за Север. 1937» | ООО «Адамово Яблоко», г. Санкт-Петербург               |
| Телевизионный документальный сериал                          | «Отдел» | ООО «МБ групп продакшн»                                |
| Дизайн телевизионной программы/проекта                       | «Удиви меня!» | ООО «П. С. — Промоушн», г. Санкт-Петербург             |
| Дизайн телевизионной программы/проекта                       | «20 лет без СССР» | Russia Today, АНО «ТВ-Новости»                         |
| Дизайн телевизионной программы/проекта                       | «Прожекторперисхилтон» | ООО «Красная студия»                                   |
| Эфирный промоушн проекта                                     | «Прожекторперисхилтон». «Скучаем! Скоро встретимся» | ОАО «Первый канал»                                     |
| Эфирный промоушн проекта                                     | Проект «Доктор Хаус» | ЗАО «Новый канал»                                      |
| Эфирный промоушн проекта                                     | Кинорубрика «Видеосалон» | Телеканал «Перец»                                      |
| Программа о спорте                                           | «Реальный спорт» | ЗАО «Телекомпания РЕН ТВ»                              |
| Программа о спорте                                           | «Анатолий Карпов. Все ходы записаны» | ЗАО «Европа ТВ», г. Санкт-Петербург                    |
| Программа о спорте                                           | «Неделя в НБА» | ОАО «НТВ-Плюс»                                         |
| Продюсер фильма/сериала                                      | Александр Акопов, Татьяна Беличенко, Вячеслав Муругов, Наталия Шнейдерова — «Закрытая школа» | ООО «Амедиа Продакшн»                                  |
| Продюсер фильма/сериала                                      | Константин Эрнст, Денис Евстигнеев — «Побег» | ООО «Красный квадрат»                                  |
| Продюсер фильма/сериала                                      | Ефим Любинский — «Глухарь. Возвращение» | ООО «Фильм „232“»                                      |
| Продюсер телевизионной программы                             | Вячеслав Муругов, Наталья Билан, Эдуард Илоян, Алексей Троцюк, Виталий Шляппо, Сангаджи Тарбаев — «Одна за всех»                                                                                            | ЗАО «ВБД Груп» («Yellow, Black and White»)             |
| Продюсер телевизионной программы                             | Вячеслав Муругов, Эдуард Илоян, Виталий Шляппо, Алексей Троцюк, Сергей Нетиевский, Сангаджи Тарбаев — «Уральские пельмени»                                                                                  | ЗАО «ВБД Груп» («Yellow, Black and White»)             |
| Продюсер телевизионной программы                             | Александр Цекало, Руслан Сорокин — «Большая разница» | ООО «Продюсерская компания „Среда“»                    |
| Художник-постановщик телевизионного фильма/сериала           | Алим Матвейчук — «Крепость» | ООО «Централ Партнершип», ТРО Союза                    |
| Художник-постановщик телевизионного фильма/сериала           | Владимир Душин — «Баллада о бомбере» | ООО «Кинокомпания „Шпиль“», г. Санкт-Петербург         |
| Художник-постановщик телевизионного фильма/сериала           | Владимир Аронин — «Побег» | ООО «Красный квадрат»                                  |
| Художник-постановщик телевизионной программы                 | Юрий Красильников, Антуан Симани — Церемония открытия 7-х зимних Азиатских игр | ООО «Творческая мастерская АРС»                        |
| Художник-постановщик телевизионной программы                 | Сергей Иванов — «Жестокие игры» Второй сезон | ООО «Красная студия»                                   |
| Художник-постановщик телевизионной программы                 | Анна Либерман, Дмитрий Азадов — «Мульт личности» | ООО «Пространство идей»                                |
| Звукорежиссёр телевизионного фильма/сериала                  | Филипп Ламшин — «Крепость» | ООО «Централ Партнершип», ТРО Союза                    |
| Звукорежиссёр телевизионного фильма/сериала                  | Павел Стасенко, Аркадий Молотков — «Побег» | ООО «Красный квадрат»                                  |
| Звукорежиссёр телевизионного фильма/сериала                  | Юлия Ратникова — «Жажда» | ООО «Кинокомпания „ТАЛАН“»                             |
| Звукорежиссёр телевизионной программы                        | Всеволод Движков — «Андрей Макаревич и Оркестр Креольского Танго» | ООО «Красная студия»                                   |
| Звукорежиссёр телевизионной программы                        | Антон Масленников — «Мульт личности» | ООО «Пространство идей»                                |
| Звукорежиссёр телевизионной программы                        | Андрей Кочнев, Евгений Голотенко — «Уральские пельмени» | ЗАО «ВБД Груп» («Yellow, Black and White»)             |
| Сценарист телевизионного художественного фильма/мини-сериала | Андрей Кивинов — «Подсадной» | ЗАО «Дирекция Кино»                                    |
| Сценарист телевизионного художественного фильма/мини-сериала | Илья Куликов — «Отдел» | ООО «Фильм „232“»                                      |
| Сценарист телевизионного художественного фильма/мини-сериала | Алексей Дударев, Константин Воробьёв, Екатерина Тирдатова, Владимир Ерёмин — «Крепость» | ООО «Централ Партнершип», ТРО Союза                    |
| Сценарист телевизионного художественного сериала             | Каринэ Фолиянц — «Серафима прекрасная» | ООО «Детский сеанс»                                    |
| Сценарист телевизионного художественного сериала             | Аркадий Тигай — «Баллада о бомбере» | ООО «Кинокомпания „Шпиль“», г. Санкт-Петербург         |
| Сценарист телевизионного художественного сериала             | Зоя Кудря — «Семейный дом» | ООО «Медиа Фаворит Фильм»                              |
| Сценарист телевизионного документального фильма/сериала      | Кирилл Набутов, Елена Трифонова, Елена Пищальникова (Метелица), Ольга Полищук — «Битва за Север. Кольский полуостров. Мистика и реальность»                                                                 | ООО «Адамово Яблоко», г. Санкт-Петербург               |
| Сценарист телевизионного документального фильма/сериала      | Леонид Млечин — «Гражданская война. Забытые сражения» | ОАО «ТВ Центр»                                         |
| Сценарист телевизионного документального фильма/сериала      | Иннокентий Иванов — «Поэт и Смерть. Пьеса о Леониде Каннегисере» | ООО «Коллекция Иннокентия Иванова», г. Санкт-Петербург |
| Сценарист телевизионной программы                            | Руслан Сорокин, Константин Маньковский, Кирилл Ситников, Константин Ворончихин, Кирилл Быков, Дмитрий Зверьков, Андрей Мухортов, Александр Туркин, Александр Николаев, Алексей Николаев — «Большая разница» | ООО «Продюсерская компания „Среда“»                    |
| Сценарист телевизионной программы                            | Анатолий Смелянский — «Олег Табаков. В поисках радости. Театральная повесть в пяти вечерах» | ООО «Альма Матер»                                      |
| Сценарист телевизионной программы                            | Марина Даниелян, Дмитрий Мишин, Станислав Берестовой, Дмитрий Будашкаев, Кирилл Качурин, Евгений Шелякин, Денис Ртищев, Саид Давдиев — «Прожекторперисхилтон»                                               | ООО «Красная студия»                                   |
| Режиссёр телевизионного художественного фильма/сериала       | Юрий Харнас — «След» | ООО «ДокуДрама»                                        |
| Режиссёр телевизионного художественного фильма/сериала       | Александр Котт — «Крепость» | ООО «Централ Партнершип», ТРО Союза                    |
| Режиссёр телевизионного художественного фильма/сериала       | Андрей Малюков — «Побег» | ООО «Красный квадрат»                                  |
| Режиссёр телевизионного документального фильма/сериала       | Сергей Мирошниченко — «Река жизни» | Студия «Остров»                                        |
| Режиссёр телевизионного документального фильма/сериала       | Константин Смилга — «Горящее лето 2010» | ООО «Красный квадрат»                                  |
| Режиссёр телевизионного документального фильма/сериала       | Сергей Браверман — «Михаил Булгаков. Мистическая сила Мастера» | ЗАО «Телекомпания „Останкино“»                         |
| Режиссёр телевизионной программы                             | Александр Жигалкин — «Шесть кадров» | ООО «Костафильм»                                       |
| Режиссёр телевизионной программы                             | Сергей Айрапетов — «Большие гонки» | ООО «Красная студия»                                   |
| Режиссёр телевизионной программы                             | Ольга Ланд — «Одна за всех» | ЗАО «ВБД Груп» («Yellow, Black and White»)             |
| Оператор телевизионного художественного фильма/сериала       | Владимир Башта — «Крепость» | ООО «Централ Партнершип», ТРО Союза                    |
| Оператор телевизионного художественного фильма/сериала       | Алексей Фёдоров, Владимир Спорышников — «Побег» | ООО «Красный квадрат»                                  |
| Оператор телевизионного художественного фильма/сериала       | Эдуард Мошкович — «В лесах и на горах» | ООО «Стар Медиа Про»                                   |
| Оператор телевизионного документального фильма/сериала       | Александр Александров — «Республика Хакасия» из цикла «Тюрки России» | МТРК «Мир»                                             |
| Оператор телевизионного документального фильма/сериала       | Андрей Галкин — «Бабье лето». Людмила Чурсина | Продюсерская компания «ИВД Продакшн»                   |
| Оператор телевизионного документального фильма/сериала       | Александр Пугачёв — «Андрей и Зоя» | ЗАО «Прома Продакшн»                                   |
| Оператор телевизионной программы                             | Владимир Брежнев — «Танцы со звездами — 2011» | ООО «Вист Медиа»                                       |
| Оператор телевизионной программы                             | Валерий Зиберев — Фестиваль «Спасская башня» 2010 | ОАО «ТВ Центр»                                         |

### Категория «Лица»
Победители указаны первыми и выделены отдельным цветом 
| Номинации                                                   | Победители и финалисты                                                                     | Представляющая организация                              |
| ----------------------------------------------------------- | ------------------------------------------------------------------------------------------ | ------------------------------------------------------- |
| Информационная программа                                    | «Новости 24» с Михаилом Осокиным                                                           | ЗАО «Телекомпания РЕН ТВ»                               |
| Информационная программа                                    | «Сейчас»                                                                                   | ОАО «Телерадиокомпания „Петербург“», г. Санкт-Петербург |
| Информационная программа                                    | «Время»                                                                                    | ОАО «Первый канал»                                      |
| Ведущий информационной программы                            | Илья Доронов — «Новости 24»                                                                | ЗАО «Телекомпания РЕН ТВ»                               |
| Ведущий информационной программы                            | Дмитрий Борисов — «Время»                                                                  | ОАО «Первый канал»                                      |
| Ведущий информационной программы                            | Виталий Воронин, Ольга Нагорная — «Сейчас»                                                 | ОАО «Телерадиокомпания „Петербург“», г. Санкт-Петербург |
| Информационно-аналитическая программа                       | «Неделя с Марианной Максимовской»                                                          | ЗАО «Телекомпания РЕН ТВ»                               |
| Информационно-аналитическая программа                       | «Час Пик. Суббота»                                                                         | ЗАО «Телерадиокомпания ТВ-2», г. Томск                  |
| Информационно-аналитическая программа                       | «Здесь и сейчас»                                                                           | ООО «Телеканал „Дождь“»                                 |
| Ведущий информационно-аналитической программы               | Марианна Максимовская — «Неделя с Марианной Максимовской»                                  | ЗАО «Телекомпания РЕН ТВ»                               |
| Ведущий информационно-аналитической программы               | Александр Архангельский — «Тем временем»                                                   | ООО «МБ групп продакшн»                                 |
| Ведущий информационно-аналитической программы               | Ника Стрижак — «Открытая студия», «Прощай, Россия»                                         | ОАО «Телерадиокомпания „Петербург“», г. Санкт-Петербург |
| Интервьюер                                                  | Владимир Познер — «Познер»                                                                 | ООО «Красная студия»                                    |
| Интервьюер                                                  | Борис Берман, Ильдар Жандарёв — «На ночь глядя»                                            | ООО «Красная студия»                                    |
| Интервьюер                                                  | Юлия Мучник — «Час Пик. Суббота»                                                           | ЗАО «Телерадиокомпания ТВ-2», г. Томск                  |
| Репортёр                                                    | Александр Надсадный — «Погромная территория» из цикла «Репортёрские истории»               | ЗАО «Телекомпания РЕН ТВ»                               |
| Репортёр                                                    | Пола Слиер — «Ливия, обстрел Триполи»                                                      | Russia Today, АНО «ТВ-Новости»                          |
| Репортёр                                                    | Максим Киселёв — «Ливия. Ситуация в Триполи»                                               | ОАО «Первый канал»                                      |
| Ведущий ток-шоу                                             | Александр Гордон — «Закрытый показ»                                                        | ООО «Зеленая студия»                                    |
| Ведущий ток-шоу                                             | Наталия Метлина — «Право голоса»                                                           | ОАО «Телерадиовещательная компания „Московия“»          |
| Ведущий ток-шоу                                             | Иван Засурский — «Пресс-клуб XXI. Очень хочется в Советский Союз»                          | ЗАО «Прома Продакшн»                                    |
| Программа для детей и юношества                             | «Экспериментаторы»                                                                         | МТРК «Мир»                                              |
| Программа для детей и юношества                             | «Трое, не считая кота… Ищут героев»                                                        | ОТРК «Югра», г. Ханты-Мансийск                          |
| Программа для детей и юношества                             | «Пора в космос!»                                                                           | ЗАО «Первый канал. Всемирная сеть»                      |
| Программа об истории (цикл)                                 | «Чрезвычайное положение. От Корнилова до ГКЧП» из цикла «Исторический процесс»             | ООО «Новая Компания Мастер»                             |
| Программа об истории (цикл)                                 | «Сферы»                                                                                    | ООО «Коллекция Иннокентия Иванова», г. Санкт-Петербург  |
| Программа об истории (цикл)                                 | «Документальное кино Леонида Млечина»                                                      | ОАО «ТВ Центр»                                          |
| Развлекательная программа. Образ жизни                      | «„Большая разница“ в Одессе». Международный фестиваль пародий                              | ООО «Продюсерская компания „Среда“»                     |
| Развлекательная программа. Образ жизни                      | «Удиви меня!»                                                                              | ООО «П. С. — Промоушн», г. Санкт-Петербург              |
| Развлекательная программа. Образ жизни                      | «Минута славы»                                                                             | ООО «Красная студия»                                    |
| Юмористическая программа                                    | «Дежурный по стране»                                                                       | ЗАО «Прома Продакшн»                                    |
| Юмористическая программа                                    | «Большая разница»                                                                          | ООО «Продюсерская компания „Среда“»                     |
| Юмористическая программа                                    | «Шесть кадров»                                                                             | ООО «Костафильм»                                        |
| Телевизионная игра. Интеллектуальное состязание             | «Что? Где? Когда?»                                                                         | ООО «Телекомпания „Игра-ТВ“»                            |
| Телевизионная игра. Интеллектуальное состязание             | «Кто хочет стать миллионером?»                                                             | ООО «Красная студия»                                    |
| Телевизионная игра. Интеллектуальное состязание             | «Ночь в музее»                                                                             | ООО «Пять песен», г. Санкт-Петербург                    |
| Телевизионная игра. Спортивное состязание                   | «Жестокие игры». Второй сезон                                                              | ООО «Красная студия»                                    |
| Телевизионная игра. Спортивное состязание                   | «Большие гонки»                                                                            | ООО «Красная студия»                                    |
| Ведущий развлекательной программы                           | Гарик Мартиросян, Сергей Светлаков, Александр Цекало, Иван Ургант — «Прожекторперисхилтон» | ООО «Красная студия»                                    |
| Ведущий развлекательной программы                           | Александр Цекало, Иван Ургант — «Большая разница»                                          | ООО «Продюсерская компания „Среда“»                     |
| Ведущий развлекательной программы                           | Александр Пушной — «Галилео»                                                               | ООО «ГалилеоМедиа»                                      |
| Спортивный комментатор, ведущий спортивной программы        | Юрий Розанов, Сергей Крабу — «Молодёжный чемпионат мира по хоккею 2011»                    | ОАО «НТВ-Плюс»                                          |
| Спортивный комментатор, ведущий спортивной программы        | Кирилл Набутов, Яна Чурикова — «Жестокие игры». Второй сезон                               | ООО «Красная студия»                                    |
| Спортивный комментатор, ведущий спортивной программы        | Никита Белоголовцев — «Спорт на Дожде»                                                     | ООО «Телеканал „Дождь“»                                 |
| Телевизионный художественный фильм/мини-сериал              | «Подсадной»                                                                                | ЗАО «Дирекция Кино»                                     |
| Телевизионный художественный фильм/мини-сериал              | «Закрытая школа»                                                                           | ООО «Амедиа Продакшн»                                   |
| Телевизионный художественный фильм/мини-сериал              | «Крепость»                                                                                 | ООО «Централ Партнершип», ТРО Союза                     |
| Телевизионный художественный сериал                         | «След»                                                                                     | ООО «ДокуДрама»                                         |
| Телевизионный художественный сериал                         | «Баллада о бомбере»                                                                        | ООО «Кинокомпания „Шпиль“», г. Санкт-Петербург          |
| Телевизионный художественный сериал                         | «Побег»                                                                                    | ООО «Красный квадрат»                                   |
| Телевизионный художественный сериал — телероман/теленовелла | «Обручальное кольцо»                                                                       | ООО «ТелеРоман»                                         |
| Телевизионный художественный сериал — телероман/теленовелла | «Ефросинья. Продолжение»                                                                   | ООО «Телекомпания „Мостелефильм“»                       |
| Телевизионный художественный сериал — телероман/теленовелла | «Институт благородных девиц»                                                               | ООО «Творческое телевизионное объединение»              |
| Комедийный сериал                                           | «Светофор»                                                                                 | ЗАО «ВБД Груп» («Yellow, Black and White»)              |
| Комедийный сериал                                           | «Гаражи»                                                                                   | ООО «Красный квадрат»                                   |
| Комедийный сериал                                           | «Папины дочки»                                                                             | ООО «Костафильм»                                        |
| Исполнитель мужской роли в телевизионном фильме/сериале     | Борис Клюев — «Воронины»                                                                   | ООО «Гуд Стори Медиа»                                   |
| Исполнитель мужской роли в телевизионном фильме/сериале     | Андрей Мерзликин — «Крепость»                                                              | ООО «Централ Партнершип», ТРО Союза                     |
| Исполнитель мужской роли в телевизионном фильме/сериале     | Павел Деревянко — «Крепость»                                                               | ООО «Централ Партнершип», ТРО Союза                     |
| Исполнительница женской роли в телевизионном фильме/сериале | Екатерина Порубель — «Серафима прекрасная»                                                 | ООО «Детский сеанс»                                     |
| Исполнительница женской роли в телевизионном фильме/сериале | Анна Ардова — «Одна за всех»                                                               | ЗАО «ВБД Груп» («Yellow, Black and White»)              |
| Исполнительница женской роли в телевизионном фильме/сериале | Ольга Арнтгольц — «В лесах и на горах»                                                     | ООО «Стар Медиа Про»                                    |
| «За личный вклад в развитие российского телевидения»        | Раиса Яковлевна Беспечная                                                                  |                                                         |
| Специальный приз Академии Российского телевидения           | Телеканал «Дождь»                                                                          |                                                         |